# ウグイ亜科

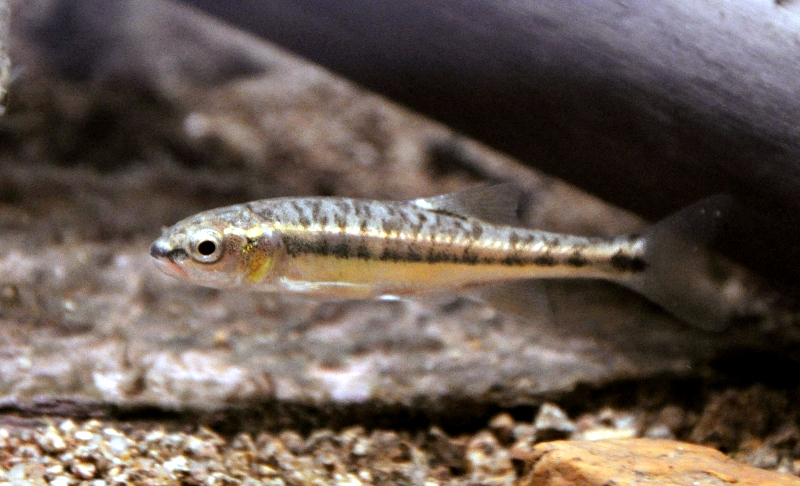
ヒメハヤ Phoxinus phoxinus

ウグイ亜科 (Leuciscinae) はコイ科に含まれる亜科の一つ。700種近い種が含まれ、コイ科の中でもかなり大きな分類群である。

## 分布
分布は主に北半球で、北米・ヨーロッパ・北アフリカが中心。日本に分布するウグイ・アブラハヤなどは例外的な存在であるといえる。東南アジアやインドには分布しない。

## 分類
種数はFishBaseによる。

### ヨーロッパ・アジア産
大きく3つのクレードに分かれる。
ヒメハヤ属
ユーラシア産。他の全てのウグイ亜科魚類の姉妹群となると見られている。かつてはアブラハヤなどもここに含められたが、現在は別属とされている。
- ヒメハヤ属 Phoxinus - 18種 ヒメハヤ

極東クレード
十数種のみを含む。
- ウグイ属 Tribolodon - 5種 ウグイ・ウケクチウグイ・エゾウグイ・マルタ・ジュウサンウグイ
- Pseudaspius - 1種 マンシュウウオ
- アブラハヤ属 Rhynchocypris - 6種 アブラハヤ・タカハヤ・ヤチウグイ・ヤマナカハヤ（情報不足）
- Oreoleuciscus - 4種

ヨーロッパ・北アフリカクレード
およそ270種を含む。
- Pelecus
- Pelasgus - 7種
- Delminichthys - 4種
- Pachychilon - 2種
- キタノウグイ属 Leuciscus - 19種（Aspius属を含む） デイス、キタノウグイ
- Alburnoides - 17種
- Notemigonus - 1種 ゴールデンシャイナー 北米に産するが、系統的にはこちらのクレードに属する。
- Ballerus - 2種
- Blicca - 1種 ホワイトブリーム
- Vimba - 4種
- Acanthobrama - 9種
- Acanthalburnus - 1種
- アブラミス属 Abramis - 1種 ブリーム
- Rutilus - 17種 ローチ
- Tropidophoxinellus - 3種
- Scardinius - 10種 ラッド
- Anaecypris - 1種
- Leucaspius - 1種
- Alburnus - 45種 ブリーク（Alburnus alburnus）
- Pseudophoxinus - 29種
- Telestes - 14種
- Phoxinellus - 3種
- Protochondrostoma - 1種
- Chondrostoma - 20種
- Parachondrostoma - 4種
- Iberochondrostoma - 5種
- Achondrostoma - 4種
- Pseudochondrostoma - 3種
- Petroleuciscus - 5種
- Squalius - 50種 チャブ
- Iberocypris - 1種
- Ladigesocypris - 1種

### 北アメリカ産
およそ300種が属し、大きく3つのクレードに分かれる。
Western clade
生態・形態は様々であるが、コロラド川など西部の水系に分布することが共通する。
- Chrosomus - 7種
- Orthodon - 1種
- Lavinia - 1種
- Mylopharodon - 1種
- Siphateles - 3種
- Acrocheilus - 1種
- Ptychocheilus - 4種
- Eremichthys - 1種
- Hesperoleucus - 1種
- Relictus - 1種
- Moapa - 1種
- Gila - 20種

Creek Chub - Plagopterin Clade
十数種からなる小さなクレードで、Creek Chub（上4属）とPlagopterin（下4属）から構成される。Plagopterin類は非常に細かい鱗を持ち、背鰭・腹鰭の鰭条が棘条のように硬化するという珍しい特徴がある。
- Hemitremia - 1種
- Semotilus - 4種
- Margariscus - 2種
- Couesius - 1種
- Meda - 1種
- Snyderichthys - 1種
- Lepidomeda - 5種
- Plagopterus - 1種

OPM clade
Open Posterior Myodome clade は、後部動眼筋室 (Posterior Myodome) の底面、基後頭骨 (basioccipital) と副蝶形骨 (parasphenoid) の間に開口部を持つことから命名されたクレードである。この開口部によって、眼球を大きくすることが可能となっている。また、この開口部は発生過程で閉じることもある。
- Mylocheilus clade
  - Mylocheilus - 1種
  - Pogonichthys - 2種
  - Clinostomus - 2種
  - Iotichthys - 1種
  - Richardsonius - 2種

- Exoglossum clade
  - Rhinichthys - 9種
  - Pararhinichthys - 1種 属の地位が与えられることもあるが、Rhinichthys cataractae と Nocomis micropogon の雑種である
  - Exoglossum - 2種
  - Oregonichthys - 2種

- Campostoma clade
  - Campostoma - 6種
  - Nocomis - 7種

- Phenacobius clade
  - Phenacobius - 5種
  - Erimystax - 5種
  - Dionda - 6種

- Platygobio clade
  - Platygobio - 1種
  - Macrhybopsis - 8種

- shiner clade - OPM clade の中では最大のクレードで、”シャイナー”と呼ばれる魚種を中心におよそ170種が含まれる。

-   - Agosia - 1種
  - Algansea - 8種
  - Erimonax - Cyprinella に含められることもある
  - Pimephales - 4種
  - Hybopsis - 6種
  - Cyprinella - 31種　レッドホースミノー
  - Lythrurus - 11種
  - Notropis - 91種　レインボーシャイナー
  - Ericymba - 2種
  - Luxilus - 9種
  - Pteronotropis - 9種
  - Tampichthys - 6種 Diondaより分割
  - Codoma - 1種
  - Hybognathus - 7種
  - Opsopoeodus - 1種
  - Aztecula - 1種
  - Yuriria - 3種

### 絶滅種
近代の絶滅種には次の2属があり、いずれもメキシコ産である。
- †Stypodon - 1種
- †Evarra - 3種